# Hamza Megnouche
Hamza Megnouche, né le 24 janvier 2001, est un coureur cycliste algérien. Il participe à des compétitions sur route et sur piste.

## Biographie
En 2022, Hamza Megnouche remporte deux titres aux championnats d'Afrique sur piste, dans l'omnium et la poursuite par équipes. Il s'empare également de la médaille d'argent dans la course aux points. L'année suivante, il participe de nouveau aux championnats d'Afrique, où il termine troisième de la poursuite par équipes. Il décroche aussi trois tops dix sur des étapes du Tour du Sahel.
En juin 2024, il contribue à un quadruplé de la sélection algérienne sur la deuxième étape du Tour du Cameroun. 

## Palmarès sur piste

### Championnats d'Afrique
- Abuja 2022
  -  Champion d'Afrique de l'omnium
  -  Champion d'Afrique de poursuite par équipes
  -  Médaillé d'argent de la course aux points
- Le Caire 2023
  -  Médaillé de bronze de la poursuite par équipes

## Palmarès sur route
- 2024
  - 3e du Tour d'Oum El Bouaghi